# Caracolus
Караколус (лат. Caracolus) — это вид сухопутных моллюсков принадлежащий классу Брюхоногие и семейству Solaropsidae.
Название «Caracolus» происходит от испанского слова «caracola» и обозначает «раковина».

## Внешний вид
Этот моллюск с закрученной раковиной имеет цвет разные цвета ноги, от белого, до угольно-черного. Ракушка имеет разнообразные узоры и цвета, цветовой диапазон их раковин включает в себя бежевые, полупрозрачные, тёмно-коричневые и полосатые раковины. В диаметре их раковина достигает до 7 сантиметров. Самые маленькие особи редко перерастают отметку в 2 сантиметра. Их нога может вырастать до 10 сантиметров в длину.
Также их иногда называют «Кубинскими тарелочками» или «улитками-блюдцами» из-за их интересной формы раковины.

## Размножение
Данный вид является гермафродитами, но при этом ему требуется пара, чтобы произвести потомство. После спаривания в каждой улитке находится примерно по 10-30 яиц, из которых вылупится 60-90 % от всего количества.
Улитка кладёт кладку в тёплое влажное место и через 1-7 недель кладка вылупляется.

## Питание
Данный вид моллюсков может питаться лишайником, мхом, гнилыми листьями, овощами и фруктами как в дикой природе, так и в домашних условиях.

## Образ жизни
Данные улитки как и многие начинают выползать из своих убежищ с наступлением сумерек или ночи. На коже улиток расположены чувствительные сенсоры, которые позволяют улитке улавливать свет не только глазами, но и кожей, поэтому улитки настолько чувствительны к свету. Вторая причина почему улитки становятся более активными ночью, это то, что на солнце они могут просто высушиться, а улитки являются влаголюбивыми существами.
В краях где сезон засухи сменяется сезоном ливней они во время влажного периода ищут еду(преимущественно лишайник), а когда наступает засуха, они прикрепляются на ветку и уходят в спячку до следующего влажного сезона.

## Где обитают
Изначально данный вид моллюсков был распространён на Кубе, но потом этих улиток завезли во многие страны, где условия им подошли. Эти улитки могут обитать возле рек, в краях где часто идёт дождь, в парках и в лесах.